# Wild Rags Records
Wild Rags Records war ein amerikanisches Musiklabel aus Kalifornien, das gegen Ende der 1980er Jahre von Ricardo Campos gegründet wurde, und insbesondere in den 1990er Jahren aktiv war. Unter dem gleichen Namen wurde zudem ein Plattenladen geführt. Campos hing zwischenzeitlich der Ruf an, ein „Abzocker“ zu sein, seine Veröffentlichungspolitik im Bereich Death Metal führte jedoch dazu, dass Bands dieses Genres ab ca. 1994 ihre Alben veröffentlichen konnten, obwohl zu dieser Zeit andere Stilrichtungen im Trend lagen. Parallel zu den Tonträgern veröffentlichte das Label auch einen monatlichen Newsletter unter dem Namen „The Wild Rag“.
Ein offizielles Ende des Labels wurde nicht verkündet, auf Discogs enden die kontinuierlichen Veröffentlichungen im Jahr 1999 – anschließend folgen noch eine im Jahr 2005 und zwei im Jahr 2014. Im Interview mit dem Onlinemagazin metal-rules.com berichtete Patrick Ranieri von Hellwitch, dass Ricardo Campos Steuerschulden bei der US-Behörde IRS gehabt habe und zu einer Haftstrafe verurteilt worden sei, sich dieser aber möglicherweise durch eine Flucht nach Mexiko entzogen habe. Bei einer Versteigerung der Güter habe jedenfalls die Band Sadistic Intent einen wesentlichen Teil des Lagers übernommen und anschließend einen eigenen Plattenladen eröffnet.

## Veröffentlichungen (Auswahl)
Alben
- 1988: Bloodlust – Terminal Velocity
- 1990: Arcane – Destination Unknown
- 1990: Blasphemy – Fallen Angel of Doom....
- 1990: Blood – Impulse to Destroy
- 1990: Dorsal Atlântica – Searching for the Light
- 1990: Gammacide – Victims of Science
- 1990: Hellwitch – Syzygial Miscreancy
- 1990: Hexx – Watery Graves
- 1991: Morgion – Rabid Decay
- 1991: Nuclear Death – Carrion for Worm
- 1992: Impetigo – Horror of the Zombies
- 1992: Order from Chaos – Stillbirth Machine
- 1992: Unholy – Trip to Depressive Autumn
- 1993: Misery – Astern Diabolus
- 1993: Mordicus – Wrathorn
- 1994: Emperor – Wrath of the Tyrant (Wiederveröffentlichung, MC)
- 1994: Thorns of the Carrion – The Gardens of Dead Winter
- 1994: Mordor: Odes/Csejthe
- 1994: Inverted – Revocation of the Beast
- 1995: Behemoth – …From the Pagan Vastlands
- 1995: Funeral – Tristesse
- 1995: Mordor – Odes
- 1996: Centinex – Malleus Maleficarum
- 1996: Ysigim – Whispers

EP
- 1989: Jersey Dogs – Don't Worry, Get Angry!
- 1990: Sadistic Intent – Impending Doom
- 1992: Necrophobic – The Call
- 1992: Sigh – Requiem for Fools
- 1994: Internal Bleeding – Perpetual Degradation
- 1995: Deeds of Flesh – Gradually Melted